# Papilio xanthopleura
Papilio xanthopleura är en fjärilsart som beskrevs av Frederick DuCane Godman och Osbert Salvin 1868. Papilio xanthopleura ingår i släktet Papilio och familjen riddarfjärilar. Inga underarter finns listade i Catalogue of Life.